# Super Mario Bros. Deluxe
Super Mario Bros. Deluxe (también titulado Super Mario Bros. DX) es un videojuego de 1999 desarrollado por Nintendo para Game Boy Color como versión del juego de 1985 Super Mario Bros. para NES. El juego contiene una versión prácticamente sin modificaciones de Super Mario Bros. con una versión desbloqueable de la secuela japonesa de 1986 Super Mario Bros.: The Lost Levels. Además, el juego incluye varias características de juego nuevas, como un modo de carrera para uno y dos jugadores, un modo de desafío para niveles individuales y diversos juguetes y objetos coleccionables, algunos de los cuales utilizan la funcionalidad de la Game Boy Printer.
Tras su lanzamiento, Deluxe recibió el aplauso de la crítica, que alabó la fidelidad de la traslación de Super Mario Bros. a la Game Boy Color y las funciones y modos de juego adicionales, con pequeñas críticas dirigidas a los efectos en la jugabilidad del menor tamaño de la pantalla en comparación con la NES. Las ventas del juego también fueron positivas, permaneciendo en las listas de ventas durante dos años y siendo uno de los videojuegos más vendidos del año 2000. La recepción retrospectiva de Deluxe ha elogiado el juego como uno de los mejores títulos lanzados para el sistema Game Boy.

## Sistema de juego
Deluxe presenta una jugabilidad de plataformas muy similar a la del original, que permite a los jugadores controlar a Mario o Luigi a través de los 32 niveles de Super Mario Bros., denominados en el juego Original 1985. El juego conserva los gráficos de píxeles del original, pero con una resolución más pequeña para adaptarse a la pantalla de la Game Boy Color. Para reflejar este cambio, el juego cuenta con desplazamiento de pantalla, y los jugadores pueden utilizar los botones direccionales verticales para desplazarse por la pantalla hacia arriba o hacia abajo. Los jugadores también pueden guardar el progreso de su partida en cualquier momento.

### Adiciones
El modo Desafío es un modo adicional que permite a los jugadores repetir las fases completadas con el objetivo de conseguir la mayor puntuación y localizar objetos por el escenario, incluidas cinco monedas rojas y un huevo de Yoshi escondido en cada fase. Los jugadores seleccionan fases individuales y las completan en un solo intento. Una vez completadas, Toad otorgará al jugador una puntuación basada en su rendimiento a la hora de alcanzar un umbral de puntuación, recoger las cinco monedas rojas de una fase y descubrir el Yoshi oculto. El modo Vs. permite a dos jugadores competir en una carrera hasta el final de una fase utilizando dos Game Boy Colors conectadas con un Game Link Cable. Los niveles Vs. incluyen bloques que desaparecen y que el jugador puede activar para ocultar o revelar obstáculos. Existe un modo similar para un solo jugador, titulado Tú contra Boo, en el que el jugador compite contra Boo en los mismos circuitos. En este modo, cuando los jugadores completan una etapa, la velocidad de Boo se ajusta al mejor tiempo establecido por el jugador.
Los jugadores pueden desbloquear características adicionales del juego y coleccionables completando varias acciones en el juego. El principal añadido es la posibilidad de jugar a Super Mario Bros. 2 cuando el jugador alcanza una puntuación mínima de 300 000 puntos en el modo original. Otras características desbloqueables se incluyen en un menú Toy Box. Entre ellas se incluye un calendario que permite a los jugadores fijar marcas o notas para las fechas comprendidas entre 1999 y 2999. El adivino permite a los jugadores elegir una de cinco cartas, cuyos resultados reflejan niveles de suerte, proporcionando vidas extra la primera vez que reciben una carta de Extremadamente Afortunado. El Buscador de Yoshi se desplaza por niveles aleatorios y muestra un recuadro en el que se puede encontrar un Yoshi oculto en el modo Desafío. A medida que los jugadores avancen en el juego, conseguirán premios, fotos y pancartas que podrán imprimir con la Game Boy Printer.

## Desarrollo
El desarrollo de Deluxe corrió a cargo del director de Nintendo, Toshiaki Suzuki, en el equipo Nintendo Research & Development 2, un pequeño equipo dedicado a los periféricos de hardware y software. Deluxe supuso el debut como director de Suzuki. Nintendo encargó a su equipo la recreación de Super Mario Bros. y The Legend of Zelda: Link's Awakening para Game Boy Color, junto con algunas características adicionales. El equipo trabajó en estrecha colaboración con Shigeru Miyamoto y Toshihiko Nakago, diseñador y programador del juego original. Suzuki declaró que el proceso de desarrollo tuvo poca presión en la creencia de que, a pesar de todo, el juego sería agradable y se vendería bien. Los desarrolladores desarrollaron y demostraron un prototipo de un nivel de Deluxe antes del lanzamiento comercial de la Game Boy Color. Como uno de los primeros títulos de Game Boy Color, Deluxe fue el primer título de Mario a todo color que apareció en una consola portátil. El juego salió a la venta en Norteamérica el 10 de mayo de 1999 y en el Reino Unido en diciembre de 1999. En Japón, Deluxe no recibió un lanzamiento comercial, pero se distribuyó a partir del 1 de marzo de 2000, en los quioscos Nintendo Power de las tiendas Lawson, donde los consumidores podían copiar el juego en un cartucho de memoria.

## Recepción

### Ventas
Tras su lanzamiento, Deluxe vendió 2,8 millones de unidades en Estados Unidos. Según las listas de ventas de NPD, Deluxe fue el decimocuarto videojuego más vendido en todas las plataformas en Estados Unidos en 2000. El juego alcanzó el tercer puesto en las listas de ventas semanales de dispositivos portátiles en junio de 1999, y se mantuvo en las listas generales de ventas semanales hasta 2001.

### Reseñas
Deluxe recibió elogios de la crítica tras su lanzamiento, con una puntuación media del 92 % según el agregador de reseñas GameRankings.
Los críticos alabaron los modos y funciones adicionales. Cameron Davis de GameSpot, describió Deluxe como la «aplicación asesina» de la Game Boy Color y afirmó que Nintendo había «hecho todo lo posible»  para ofrecer recompensas y «atractivas diversiones» a los jugadores. Electronic Gaming Monthly considera que los añadidos y extras del juego añaden «desafío» y «toneladas de valor de repetición» al juego, y destaca especialmente el modo para dos jugadores del juego como una «pasada». Craig Harris de IGN, alabó la inclusión de la función de guardado, los objetos desbloqueables y los secretos. Hizo una mención especial al modo versus, describiéndolo como un «uso genial» del motor original y «merece la pena comprar otro cartucho sólo por esta función». Martin Kitts de Planet Game Boy, describió los añadidos del juego como «repleto hasta la saciedad» de características y lo valoró como «posiblemente el título para Game Boy más completo jamás creado». Muchos críticos también alabaron la decisión de incluir los niveles perdidos en el juego.
La crítica alabó la fidelidad y la calidad del port de Super Mario Bros. Colin Williamson de Allgame, describió el juego como una «copia exacta» de los gráficos y la música de Super Mario Bros. y destacó la «brillante» y «colorida» pantalla de Game Boy. Craig Harris de IGN, consideró que la recreación era «perfecta en píxeles» y una «traducción perfecta», calificó el juego como «el juego específico para Game Boy Color que hay que tener» y anticipó que el juego provocaría una «revolución de portar juegos de NES a la consola portátil». Computer and Video Games también señaló que el juego «se juega de maravilla» y que no presentaba cambios con respecto al juego original. Cameron Davis de GameSpot, describió el juego como una versión «todavía perfecta» de Mario Bros., alabando la conservación de «todos los secretos, bonificaciones, errores y urdimbres» y el hecho de que «no se hayan hecho concesiones» con los gráficos del juego. Nintendo Life escribió: «Puede que solo sea nuestra brumosa memoria de los 80, pero creemos que los colores parecen aún más vibrantes en la Game Boy Color».
Algunos críticos destacaron la pantalla más pequeña de la Game Boy Color en comparación con la versión de NES. Colin Williamson de AllGame, consideró que el ajuste de la pantalla al saltar era un «dolor importante» cuando te enfrentabas a plataformas verticales o enemigos como Lakitu. Electronic Gaming Monthly señaló «pequeños problemas» con el desplazamiento vertical del juego para limitar la visibilidad. Cameron Davis de GameSpot, valoró que los problemas de cámara del juego eran una compensación por la conservación de los gráficos del juego, y calificó los saltos de fe de «molestos, pero mejores que la alterativa».

### Reseñas retrospectiva
Muchos críticos han valorado retrospectivamente Deluxe como uno de los mejores juegos lanzados para el sistema Game Boy debido a sus mejoras del juego original. Jeremy Parish de USGamer, describió el juego como una «revisión exhaustiva» que añadía «considerablemente más» al juego original. Chris Scullion de Official Nintendo Magazine, expresó de forma similar que Deluxe era la «versión definitiva» del juego original, y que superaba su calidad. Darryn Bonthuys de GameSpot, elogió el juego como «atemporal» y uno de los mejores para la consola portátil debido a las «toneladas de contenido nuevo que hacen que todo el juego parezca una experiencia totalmente nueva». Graeme Mason de GamesRadar, elogió el juego como uno de los mejores de la Game Boy Color, describiendo la «réplica casi perfecta» del original y las características adicionales como un «paquete de excelente relación calidad-precio». Gabe Gurwin de Digital Trends, clasificó el juego como el undécimo mejor de Game Boy Color, afirmando que el color hacía que los gráficos «parecieran salirse de la pantalla» y señalando que el juego tenía «mucho que encantar a los recién llegados». Gavin Lane de Nintendo Life, también clasificó Deluxe como el undécimo mejor título para la consola, valorándolo como un título «especial» que ofrecía una «gran versión del juego original», aunque señalando que sus características adicionales compensaban su «visión reducida» en la «diminuta pantalla» de la Color. Ashley Day de Retro Gamer, clasificó el juego como el tercer mejor título de Game Boy Color, describiéndolo como «imperdible», una recreación perfecta del original y uno de los primeros títulos de Game Boy Color en «aprovechar toda la potencia» de la plataforma. Al describir Super Mario Bros. como el cuarto mejor título de Mario Bros. de todos los tiempos, Chris Tapsell de Eurogamer, señaló que Deluxe merecía una «mención especial» por sus añadidos al juego original, como el modo desafío y el mapa del mundo, considerándolo una versión mejorada del juego original.